# Pluto TV
Pluto TV es una plataforma de streaming operada por Paramount Streaming, propiedad de Paramount Skydance Corporation desde febrero de 2020. La compañía fue fundada en 2013 y tiene su sede en Los Ángeles, California, Estados Unidos.
Se desempeña como una aplicación multiplataforma. Su contenido, en vivo y bajo demanda, también está disponible a través de su sitio web. La empresa tiene más de 75 socios de contenido, más de 100 canales gratuitos y llega a más de 15 millones de usuarios activos mensuales. Pluto TV genera ingresos a partir de anuncios de vídeo entre la programación, con planes de seguir siendo un proveedor de televisión gratuito. Asimismo, licencia su contenido directamente de los proveedores.

## Historia
En 2014, Pluto TV recaudó USD $ 13 millones en financiamiento de la serie A. En mayo de 2014, Pluto TV lanzó una función de grabación de vídeo digital en su sitio web.
En julio de 2015, Pluto TV firmó un acuerdo con Hulu para distribuir su contenido de vídeo gratuito. En octubre de 2015, agregó 20 canales adicionales, elevando el número total a más de 100. El 15 de mayo de 2016, Pluto TV firmó un acuerdo con Sony para lanzar la aplicación Pluto TV en PlayStation Store para Sony PlayStation 3 y Sony PlayStation 4.
En 2016, la compañía recaudó USD $ 30 millones en fondos de capital de riesgo de la serie B, valorando la compañía en USD 140 millones. La ronda fue dirigida por la estación de televisión alemana ProSieben, con fondos adicionales de la compañía de telecomunicaciones Sky UK. Pluto Inc. agregó un puesto de director de programación en abril de 2017.
En 2017, Pluto TV agregó una gran biblioteca de películas y programas de televisión on demand. La biblioteca de Pluto TV fue licenciada por MGM, Viacom, Columbia TriStar, DHX Media, Nelvana, Fremantle, Monstercat, King Features Syndicate y otros estudios. El 11 de septiembre de 2018, Pluto TV lanzó un canal dedicado a Hell's Kitchen. Variety informó que a partir de mayo de 2017, el servicio tenía un promedio de 6 millones de usuarios por mes, y fue calificado como una de las aplicaciones más vistas en Roku, a partir de octubre de 2017. En junio de 2017 se agregó un canal dedicado a películas de The Asylum. El 17 de octubre de 2017, Impact Wrestling anunció que lanzarían un canal en Pluto TV.
En agosto de 2018, Vizio anunció una nueva experiencia de transmisión llamada WatchFree, integrada en varios modelos de su línea de televisores inteligentes conectados a Internet. Este servicio es impulsado por Pluto TV, y Vizio anunció "una interfaz de cable fácil de navegar" en el anuncio.
En octubre de 2018, Pluto TV lanzó en el Reino Unido el servicio Sky's Now TV. El 4 de diciembre de 2018, Pluto TV se lanzó en Alemania y Austria, también a través de Sky.

### Adquisición por Viacom (2019-presente)
En enero de 2019, Viacom (ahora Paramount Global) anunció su intención de adquirir Pluto TV por US$340 millones. El acuerdo se completó el 4 de marzo de 2019.
Los planes de Viacom para Pluto TV incluyen más contenido con licencia de Viacom, expansión a partes del resto de las Américas, disponibilidad en televisores inteligentes, y suscripciones pagas. El 18 de marzo de 2019, Viacom anunció planes para lanzar Pluto TV en todo el mundo.
En abril de 2019, Pluto TV firmó un acuerdo de distribución con BBC Studios para emitir episodios de Doctor Who y Antiques Roadshow. Los canales se lanzarían el 11 de junio de 2019.
Además, en abril de 2019, Pluto TV anunció un canal que presenta contenido de CNN y confirmó que agregaría nuevo contenido de CONtv a su biblioteca.
El 13 de mayo de 2019, Pluto TV lanzó un canal dedicado a Major League Soccer. El 14 de mayo de 2019, Pluto TV lanzó un canal dedicado a la serie Midsomer Murders. El 20 de mayo de 2019, The Young Turks Network se agregó a Pluto TV. El 29 de mayo de 2019, Pluto TV se lanzó en Fire TV en el Reino Unido, Alemania y Austria.
El 4 de junio de 2019, Pluto TV lanzó los canales Pluto TV Weddings y un canal para la red de cable Logo de Viacom. El 27 de junio de 2019, Viacom agregó Pluto TV Drama, Pluto TV Movies y Pluto TV Food a la línea a pedido My5, con los canales My5 lanzados en Pluto UK en agosto de 2019.
El 13 de junio de 2019, Pluto TV lanzó una red de transmisión gratuita en las cajas de cable Xfinity X1 de Comcast.
El 1 de julio de 2019, Pluto TV lanzó Pluto TV Latino. El 9 de julio de 2019, Pluto TV lanzó el canal British TV. El 23 de julio de 2019, Pluto TV agregó Eleven Sports Network y un canal River Monsters.
El 17 de julio de 2019, Pluto TV agregó un canal dedicado a Dora, la exploradora. El 23 de julio, Pluto TV agregó Totally Turtles, un canal dedicado a la franquicia Teenage Mutant Ninja Turtles. El 30 de julio de 2019, Pluto TV lanzó tres canales de MTV Music Video.
A partir de julio de 2019, el servicio promedió 18 millones de usuarios por mes.
El 5 de junio de 2019, ViacomCBS anunció que el servicio iba a ser expandido a diferentes partes del mundo, comenzando por partes del resto de las Américas en 2020. El 2 de febrero de 2020, se anunció que el servicio fue lanzado en todo el continente a finales de marzo del mismo año.
El 26 de octubre de 2020 el servicio se lanzó en España con 40 canales temáticos y exclusivos con el objetivo de llegar hasta 50 canales al término del año 2020.
El 29 de noviembre de 2021, ViacomCBS anunció que Pluto TV se lanzaría en Suecia, Noruega y Dinamarca en 2022 como parte de una empresa conjunta con Nordic Entertainment Group, eliminando gradualmente el servicio AVOD existente de la compañía, Viafree, en el momento del lanzamiento. 
El 16 de marzo de 2022 se anunció que la fecha de lanzamiento de Pluto TV en los tres países será el 18 de mayo de 2022.
El 16 de febrero de 2022, la empresa matriz de Pluto TV, ViacomCBS Streaming, pasó a llamarse «Paramount Streaming», en línea con el cambio de marca de la empresa matriz ViacomCBS a «Paramount Global».
El 1 de septiembre de 2022 la plataforma lanza su versión en Italia con 40 canales.

## Programación
A partir de septiembre de 2021, Pluto TV cuenta con distintos canales de contenido en español y portugués, para el resto de las Américas, adquirido a través de varios acuerdos de sindicación. Incluidos algunos shows semanales de TNA